# Zlatko Kranjčar
Zlatko Kranjčar (Zagreb, 15 november 1956 – aldaar, 1 maart 2021) was een Kroatisch voetbalcoach en voetballer. Hij speelde zelf vooral in de spits.

## Clubcarrière
Zijn loopbaan begon in 1966, toen hij op 10-jarige leeftijd begon te voetballen bij Dinamo Zagreb. Hij bleef in dienst van die club tot en met 1983 en kwam in die periode tot 556 wedstrijden en scoorde daarin 98 doelpunten. Daarna maakte hij de overstap naar SK Rapid Wien, waar hij tot en met 1990 onder contract stond. In 1991 speelde hij nog twee maanden voor SKN Sankt Pölten alvorens zijn carrière te beëindigen.

## Interlandcarrière
Tussen 1977 en 1983 speelde hij 11 interlands en scoorde hij driemaal voor het Joegoslavisch voetbalelftal. Onder leiding van bondscoach Ivan Toplak maakte hij zijn debuut op 30 januari 1977 in de vriendschappelijke wedstrijd tegen Colombia, dat met 1-0 werd gewonnen dankzij een treffer van Dušan Bajević. Kranjčar viel in dat duel na een uur in voor Vladimir Petrović van Rode Ster Belgrado. Na het uiteenvallen van Joegoslavië speelde hij twee interlands voor het Kroatisch voetbalelftal. In die wedstrijden wist hij het doel eenmaal te vinden. Tijdens de eerste interland die Kroatië speelde op 17 oktober 1990 tegen de Verenigde Staten was Kranjčar aanvoerder.
| Interlands van Zlatko Kranjčar | Interlands van Zlatko Kranjčar | Interlands van Zlatko Kranjčar | Interlands van Zlatko Kranjčar | Interlands van Zlatko Kranjčar | Interlands van Zlatko Kranjčar |
| №                              | Datum                          | Wedstrijd                      | Uitslag                        | Competitie                     | Goals                          |
| Als speler van Dinamo Zagreb   | Als speler van Dinamo Zagreb   | Als speler van Dinamo Zagreb   | Als speler van Dinamo Zagreb   | Als speler van Dinamo Zagreb   | Als speler van Dinamo Zagreb   |
| ------------------------------ | ------------------------------ | ------------------------------ | ------------------------------ | ------------------------------ | ------------------------------ |
| 1                              | 30 januari 1977                | Colombia – Joegoslavië         | 0 – 1                          | Vriendschappelijk              | 0                              |
| 2                              | 8 februari 1977                | Mexico – Joegoslavië           | 0 – 1                          | Vriendschappelijk              | 0                              |
| 3                              | 18 mei 1978                    | Italië – Joegoslavië           | 0 – 0                          | Vriendschappelijk              | 0                              |
| 4                              | 14 november 1979               | Joegoslavië – Cyprus           | 5 – 0                          | EK-kwalificatie                | Goal · Goal                    |
| 5                              | 30 maart 1980                  | Joegoslavië – Roemenië         | 2 – 0                          | Vriendschappelijk              | 0                              |
| 6                              | 15 december 1982               | Joegoslavië – Wales            | 4 – 4                          | EK-kwalificatie                | Goal                           |
| 7                              | 23 april 1983                  | Frankrijk – Joegoslavië        | 4 – 0                          | Vriendschappelijk              | 0                              |
| 8                              | 1 juni 1983                    | Joegoslavië – Roemenië         | 1 – 0                          | Vriendschappelijk              | 0                              |
| 9                              | 7 juni 1983                    | West-Duitsland – Joegoslavië   | 4 – 2                          | Vriendschappelijk              | 0                              |
| 10                             | 26 oktober 1983                | Zwitserland – Joegoslavië      | 2 – 0                          | Vriendschappelijk              | 0                              |
| 11                             | 12 november 1983               | Joegoslavië – Frankrijk        | 0 – 0                          | Vriendschappelijk              | 0                              |
| Als speler van VSE St. Pölten  |                                |                                |                                |                                |                                |
| 1                              | 17 oktober 1990                | Kroatië – Verenigde Staten     | 2 – 1                          | Vriendschappelijk              | 0                              |
| 2                              | 22 december 1990               | Kroatië – Roemenië             | 2 – 0                          | Vriendschappelijk              | Goal                           |

## Trainerscarrière
Zijn trainersloopbaan begon in 1991 als adviseur bij Austria Klagenfurt. Van 1992 tot 1994 trainde hij de Kroatische club HNK Segesta Sisak en in 1994 werd hij door Croatia Zagreb overgenomen. Daar won hij in zijn eerste seizoen de landstitel en de nationale beker. Hij keerde in 1996 terug naar Oostenrijk om FC Linz te trainen. Een jaar later keerde hij echter weer richting Kroatië, waar hij in korte tijd NK Slaven Belupo, NK Segesta Sisak en NK Samobor tot trainde. In 1998 won hij met Croatia Zagreb opnieuw de landstitel en de beker. Daarna vertrok hij naar Egypte om FC El Masry te trainen. Een jaar later werd hij trainer bij de Sloveense club NK Mura Murska Sobota, waar hij ook slechts een seizoen in dienst bleef. In 2002 won hij opnieuw een Kroatische landstitel, ditmaal met NK Zagreb. Na de tegenvallende resultaten van Kroatië tijdens het EK voetbal 2004 werd hij aangesteld als bondscoach en kwalificeerde hij zich voor het WK voetbal 2006. Op 8 september 2011 werd Kranjčar ontslagen als bondscoach van het Montenegrijnse voetbalelftal. Vervolgens strikte de Iraanse voetbalclub Sepahan FC Kranjčar na zijn ontslag in Montenegro. In zijn eerste seizoen werd de Kroaat meteen landskampioen met de Iraniërs. De voormalige hoofdtrainer van Kroatië nam zijn ontslag na drie jaar en hij werd opgevolgd door Hossein Farati. Zijn laatste seizoen begon met drie zeges, één verlies en één gelijkspel, maar toch besloot Kranjčar om te vertrekken bij de club. "De reden van mijn vertrek is simpel. Ik voel dat ik niets meer bijzonders aan mijn club kan toevoegen. Dit heeft niks te maken met de resultaten, integendeel, zoals jullie zien, zijn die heel goed", zei Kranjčar bij zijn ontslag. Meteen hierna begon men te speculeren over Kranjčar als de mogelijke opvolger van Carlos Queiroz bij het Iraanse voetbalelftal. Kranjčar ontkende dit. In februari 2015 werd de Kroaat aangesteld als hoofdtrainer van Al-Ahli SC. Kranjčar begon bij Al-Ahli SC met een 3-0 zege op Al-Gharafa. Door de winst in de zeventiende speelronde van de competitie klom Al-Ahli SC omhoog naar de zesde plek. In februari 2016 werd hij ontslagen vanwege tegenvallende resultaten.
In juni 2016 keerde hij terug bij Dinamo Zagreb als trainer. Na 87 dagen stapte Kranjčar op als trainer van de club uit Zagreb. Op 17 maart 2017 keerde Kranjčar terug bij de Iraanse club Sepahan en tekende hij een contract van twee jaar. Na een reeks van slechte resultaten scheden op 20 januari 2018 de wegen tussen trainer en club. Drie maanden later werd hij door de Iraanse voetbalbond aangesteld als trainer van Iran onder 23. Met de ploeg nam hij deel aan de Aziatische Spelen 2018. In mei 2019 vertrok hij bij de ploeg.

## Trivia
In 2007 heeft Kranjčar zijn eigen voetbalacademie opgericht.
Zijn zoon Niko Kranjčar is eveneens voetballer en werd door vader Zlatko geselecteerd voor het WK dat gehouden werd in Duitsland. Dit zorgde voor wat ophef in Kroatië, veel mensen vonden dat Zlatko zijn zoon zou voortrekken.